# Jeanne Cordelier
Jeanne Cordelier est une écrivaine française née à Paris le 8 janvier 1944.

Elle connaît un grand succès en 1976 avec son premier roman (à teneur autobiographique), La Dérobade, fort témoignage sur la prostitution qui sera porté à l'écran trois ans plus tard par Daniel Duval avec un film homonyme dans lequel Miou-Miou tient le rôle principal.

## Biographie

### Son enfance
Elle est confiée à l’âge de trois semaines à sa grand-mère et son compagnon, tous deux alcooliques. Elle sera marquée tôt par le viol par le compagnon de sa grand-mère et plus tard par son père, ce qui la mènera à la prostitution.
Elle ne se rappelle pas comment elle a appris à lire et à écrire, mais elle a néanmoins poursuivi ses études jusqu'au certificat d'études primaires 1958 à l’école Henri Barbusse à Malakoff. Après, ce sera le centre d’aptitude professionnelle de Clamart, situé rue d’Estienne Dorves, où elle opte pour un Certificat d'aptitude professionnelle de vendeuse étalagiste, qu’elle rate. C'est une authentique autodidacte.

### Son œuvre
Elle a débuté en littérature avec son roman La Dérobade, paru en 1976 chez Hachette littérature. Ce premier roman était adapté au cinéma et le film réalisé par Daniel Duval en 1979 s'appelle aussi La Dérobade avec Miou-Miou dans le rôle principal. En 1979, après le succès tant littéraire que commercial de ce premier livre, l'auteure quitte le milieu parisien de l'édition et son pays pour s'installer en Suède où elle a vécu 17 ans, à Stockholm et à Saltsjöbaden. Dix-sept ans ponctués de voyages à travers le monde où elle a accompagné son mari, conseiller de la coopération internationale au développement. De leur union est né un fils en 1980.
Durant ses années en Suède, elle a publié huit romans en français, dont plusieurs ont été traduits en suédois, ainsi que ses quatre pièces de théâtre. Qui est Farid ? a été mise en scène pour la radio suédoise par Britt Edwall en 1987, pendant que Camille des Anges l’a été par Johan Bergenstråhle et jouée par Teater Galeasen/Stockholms stadsteater en 1989. La même pièce a également été jouée au Danemark (1990), en Finlande (1993) et en Albanie (2004). La seule représentation de Camille des Anges en français a été mise en scène par l'auteure et jouée par des détenues du Centre pénitentiaire de Rennes en 1996.
Elle a aussi été rédactrice de la collection française de la maison d’édition Interculture, reconnue pour ses traductions de littérature française et autres.
Bourlingueuse, elle a aussi vécu en Belgique, Italie, États-Unis, Canada, Viêt Nam, Éthiopie et Albanie. Elle a séjourné dans quatorze pays d'Europe, huit pays d'Asie et six pays d'Afrique. Depuis 2004, elle est à nouveau installée en France, d’où elle continue à voyager.
Inceste (Premier Bal, la mort de Blanche-neige) et prostitution (la Dérobade), misères (l’Instruit, Sang et Plumes) et espoirs sont omniprésents dans ses romans. Le droit de l’enfant et le droit de l’homme sont des thèmes qui reviennent. Les pays pauvres ont aussi marqué son œuvre, notamment Hanoi Blues et Reconstruction.

## Publications

### Romans
- 1976 : La Dérobade, Hachette,  (ISBN 2-01-002745-0)
- 1981 : La Passagère, Hachette/Mazarine,  (ISBN 2-01-004950-0)
- 1981 : Premier bal, avec Julien Bigras, Hachette,  (ISBN 2-01-008121-8)
- 1982 : Chez l’Espérance, Hachette,  (ISBN 2-01-008715-1)
- 1985 : Malparade, Hachette,  (ISBN 2-01-009447-6)
- 1987 : Sang et Plumes, Hachette,  (ISBN 2-01-011462-0) ; nouvelle édition Booksurge 2006,  (ISBN 978-1419630842)
- 1990 : À l’Arraché, Lattès,  (ISBN 978-2709609104)
- 1993 : La Mort de Blanche-neige, Éditions Stock,  (ISBN 978-2234025929)
- 1995 : La Passion selon Gatien, Éditions Stock,  (ISBN 978-2234045064)
- 2000 : Du riz aux larmes, Publibook,
- 2001 : Descendre à Bonne Nouvelle, Alteredit, et 2004,  (ISBN 978-2846330732)
- 2003 : L’Instruit, Alteredit,  (ISBN 978-2846330534)
- 2005 : Hanoi Blues, Alteredit,  (ISBN 978-2846330725)
- 2005 : Les Aventures de H, sans manches, Monotypes Chantal Legendre, BookSurge,  (ISBN 978-1419622366)
- 2007 : La Dérobade, Phébus, nouvelle édition,  (ISBN 978-2752902634)
- 2010 : Reconstruction, Phébus,  (ISBN 978-2752904362)
- 2012 : Escalier F, Phébus,  (ISBN 978-2-7529-0754-7)

### Pièces de théâtre
- 1986 : Qui est Farid ?
- 1987 : Camille des Anges (Traductions : en suédois par Lars Bjurman et en albanais par Fatos Kongoli)
- 1988 : La Porte du Chien
- 1989 : (sv)Ängla-Camille, Interculture et Teater Galeasen,  (ISBN 91-86608-50-9) (traduction de Camille des Anges)
- 1991 : La Gloire de la Poste

### Articles et nouvelles
- 1976 : Un relent de néant, Libération, 26 novembre
- 1978 : La Louve du Capitole, Interprétation, no 21,  (ISSN 0705-1387)
- 1978 : Entretien avec Jacqueline Aimé, La peur d'aimer, Jacqueline Aimé, Olivier Orban,  (ISBN 2-85565-078-X)
- 1979 : Les Camps du plaisir, France Magazine, no 12
- 1982 : La Femme aux mille noms, Écrivains contemporains, Jean Royer, Éditions de l’Hexagone,  (ISBN 2-89006-198-1)
- 1987 : Le Secours de mon Cor, 100 Idées
- 1988 : Le Fil ((sv) Tråden, Ankan, Vol. 1 :1)
- 1991 : Un fâcheux malentendu ((sv) Ett beklagligt missförstånd, Ackord)
- 1992 : Lettre à Jacques Bofford, Le temps d’une lettre, Jacques Bofford, Éditions de Magrie   (ISBN 2-909434-10-9)
- 1992 : L’Enfant porteur, Nervure, Tome V, 1992   (ISSN 0988-4068)
- 1993 : (sv) Rätten till kärlek, Barnets bästa, En mångkulturell antologi, IKC
- 2008 : Le Majeur droit, Mémoires d'enfance, Ouvrage collectif publié sous la direction de Catherine Enjolet, Éditions Phébus   (ISBN 978-2-75-290365-5)
- 2010 : Elle attendait dimanche, Psychologies, Hors-Série, juillet-août 2010, no 15, p. 60
- 2010 : En marchant, La ville qui est en nous, Ouvrage collectif, Voix d'encre,  (ISBN 978-2351280621)
- 2010 : Matrice, Ce qu'île dit, Ouvrage collectif, Bacchanales No 46, Revue de la Maison de la poésie Rhône-Alpes, p. 65  (ISBN 978-2-918238-05-8)
- 2011 : La voleuse d'images, Ainsi va la nuit, Ouvrage collectif, Voix d'encre,  (ISBN 978-2351280737)